# توبوکورارین کلراید
توبوکورارین کلراید (انگلیسی: Tubocurarine chloride) یک ماده آلکالوئید سمی است که از لحاظ تاریخی به دلیل استفاده از آن به عنوان سم پیکان شناخته شده است. در اواسط دهه ۱۹۰۰ میلادی ، همراه با یک بی حس کننده برای ایجاد آرامش عضلات اسکلتی در طی جراحی یا تهویه مکانیکی استفاده شد. جایگزین های ایمن تر، مانند سیساتاکوریوم و روکورونیوم، تا حد زیادی جایگزین آن به عنوان یک مکمل برای بیهوشی بالینی شده اند و اکنون به ندرت استفاده می شود.

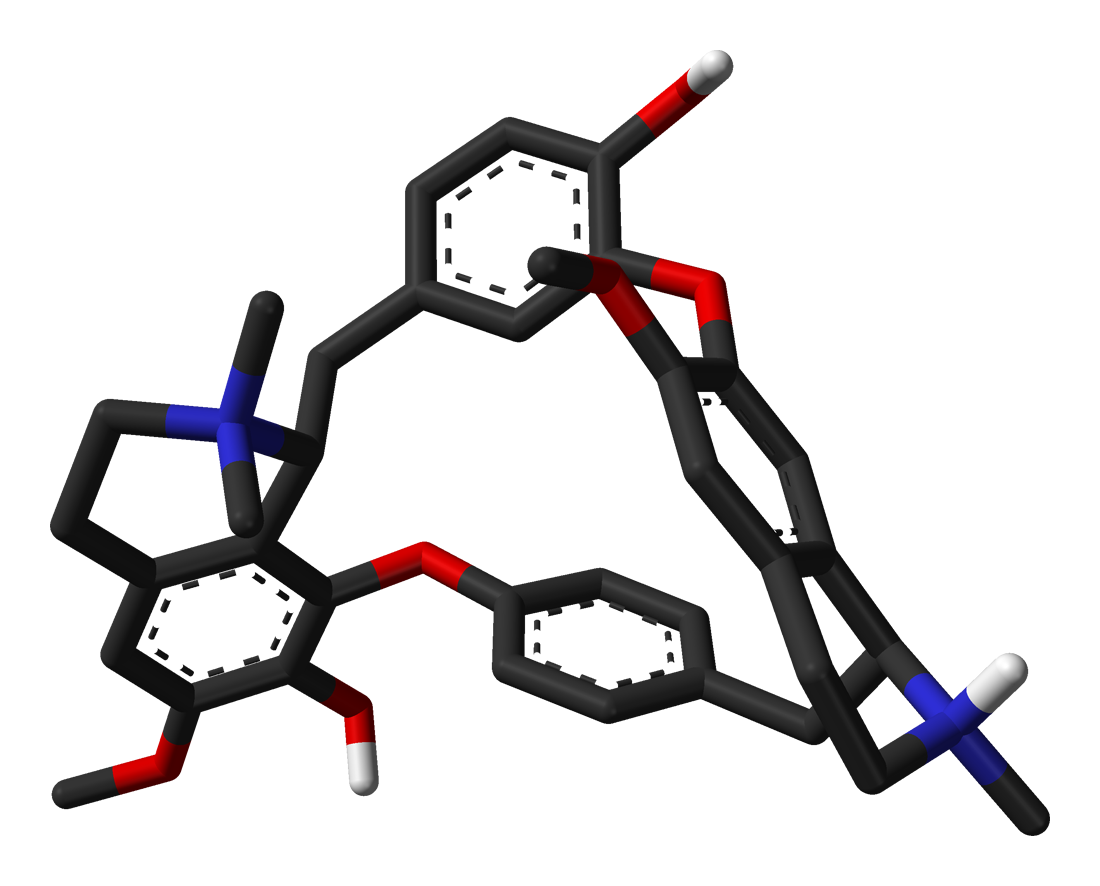
ترکیب شیمیایی سه‌بعدی تابوکورارین با نمایی بزرگتر

## تاریخچه
توبوکورارین یک آلکالوئید تک چهارتایی طبیعی است که از پوست گیاه منیسپرماسه آمریکای جنوبی با نام علمی:Chondrodendron tomentosum یک درخت انگور برای کوهنوردان بود که از زمان فتح آمریکای جنوبی توسط اسپانیایی ها شناخته شده است، به دست می آید.کورار به عنوانمنبع سم پیکان توسط بومیان آمریکای جنوبی برای شکار حیوانات استفاده می شد و آنها توانستند گوشت آلوده حیوانات را بدون هیچ گونه عوارض جانبی بخورند زیرا توبوکورارین به راحتی نمی تواند از غشاهای مخاطی عبور کند.  بنابراین، توبوکورارین تنها در صورتی مؤثر است که به صورت تزریقی تجویز شود، همانطور که برنارد نشان داد که همچنین که محل اثر آن در محل اتصال عصبی عضلانی است. ویرچوو و مانتر نیز تأیید کردند که عمل فلج کننده به عضلات ارادی محدود می شود.